# El rito (película de 2011)
 El rito, cuyo título original en inglés es The Rite, es una película de terror basada en hechos reales sucedidos en un exorcismo hecho en la ciudad de Roma. Estrenada el 28 de enero de 2011 en Estados Unidos, el 10 de febrero en Argentina, el 15 de febrero en Venezuela, el 17 de febrero en Chile, el 18 de febrero en Colombia y México, y el 18 de marzo en España. Protagonizada por Anthony Hopkins. Dirigida por Mikael Håfström. Inspirada en el libro de Matt Baglio.

## Argumento
Michael Kovak (Colin O'Donoghue) está decepcionado con su padre y con la vida familiar, por lo que decide entrar en un seminario y renunciar a sus votos al finalizar, obteniendo así un título universitario gratuito. El tiempo pasa y Michael es ordenado diácono, tras lo cual escribe una carta de renuncia al Padre Matthew (Toby Jones), alegando falta de fe. Mientras el Padre Matthew trata de renovar la fe de Michael algo sucede y el Padre Superior le dice que está llamado a ser sacerdote, tenga o no fe. Tras aceptar a regañadientes una invitación para viajar a Roma, para asistir a un curso sobre exorcismo. 
Durante el curso conocerá a Angelina (Alice Braga), una periodista que asiste a las clases con el fin de escribir un artículo para su periódico y que le cuenta a Michael que su hermano tenía un demonio y que fue llevado al manicomio. Michael, debido a su notorio escepticismo, es enviado a hablar con el Padre Lucas (Anthony Hopkins), un conocido y poco ortodoxo exorcista. El Padre Lucas llevará a Michael al lado más oscuro de su fe: Lucas debía luchar para que el demonio saliera de una embarazada de dieciséis años de nombre Rosaria (Marta Gastini). Durante el exorcismo, Rosaria grita y gesticula frases en las que insulta al Padre y luego Rosaria le pide al padre que no permita que la cosa le haga daño al bebé. Michael afirma que lo que Rosaria precisa es un psiquiatra y no un exorcista.
Lucas y Michael visitan a un niño llamado Vincenzo (Andrea Calligari) el cual, al parecer, ha sido perseguido por el fantasma de su padre, que lo tortura y lastima, Lucas le pregunta a la madre de Vincenzo, Francesca (Arianna Veronesi) si ella fue la que atacó al niño, ella lo niega y Lucas trata de exorcisar la almohada del niño, donde ha tenido esos sueños, finalmente, saca una lagartija verde y de ojos amarillos de la almohada (afirmando que es el demonio) y la mata arrojándola a la estufa, Francesca les agradece y Michael y Lucas se van.
Al llegar a la casa de Lucas, Michael descubre un pozo que está lleno de lagartijas iguales a la que Lucas sacó de la almohada de Vincenzo y le recrimina al Padre, el cual dice que si la gente cree estar a salvo del diablo, eso basta. Al instante recibe una llamada de la tía de Rosaria, Adria (Maria Grazia Cucinotta), que les dice que Rosaria intentó ahogarse y que la tienen atada en una cama. Ya en el hospital, Lucas le advierte a Michael que no debe hablarle directamente al demonio en Rosaria. Michael no lo escucha y le habla al demonio, el le pregunta por qué está dentro de ella. El demonio responde diciendo que su sufrimiento le divierte, Michael le pregunta cómo entró en ella y el demonio afirma ser el padre del niño. Michael y Lucas se van. Durante la noche, Rosaria sufre una fuerte hemorragia causada por el demonio y muere desangrada, al ser algo muy avanzado, los médicos no logran salvar siquiera al bebé, que muere en el útero de su madre.
Michael recibe una llamada de un médico, que le dice que Istvan ha tenido un infarto. Al día siguiente, Michael realiza una llamada al hospital donde está su padre, y éste le contesta diciéndole que tiene miedo, pero Michael lo tranquiliza. Sin embargo, segundos después, contesta el médico que le dice que Istvan ha muerto horas antes de la llamada. Luego de eso, Michael comienza a notar cambios en Lucas, que le advierte que ya no puede rezar. Michael visita a Angelina y le pide que vaya a la casa del Padre. Al parecer, Lucas tiene dentro el demonio de Rosaria y este le dice a Angelina que también fue el demonio en el cuerpo de su hermano. Tras una larga lucha por mantener a Lucas encerrado, Michael consigue terminar el exorcismo, expulsar al demonio Baal y salvar a Lucas.

## Reparto
- Anthony Hopkins como el Padre Lucas Trevant.
- Colin O'Donoghue como Michael Kovak.
- Alice Braga como Angelina Vargas
- Toby Jones como el Padre Matthew.
- Rutger Hauer como Istvan Kovak.
- Marta Gastini como Rosaria.

## Producción
Empezó a rodarse el 17 de mayo de 2010 en Europa. Destacan las localizaciones de Roma, Italia y Budapest, Hungría. El director de la película, Mikael Håfström, empezó a trabajar en ella en febrero de 2010, iniciando el casting para los personajes principales en marzo, contratando finalmente a Anthony Hopkins y Colin O'Donoghue.

## Recepción

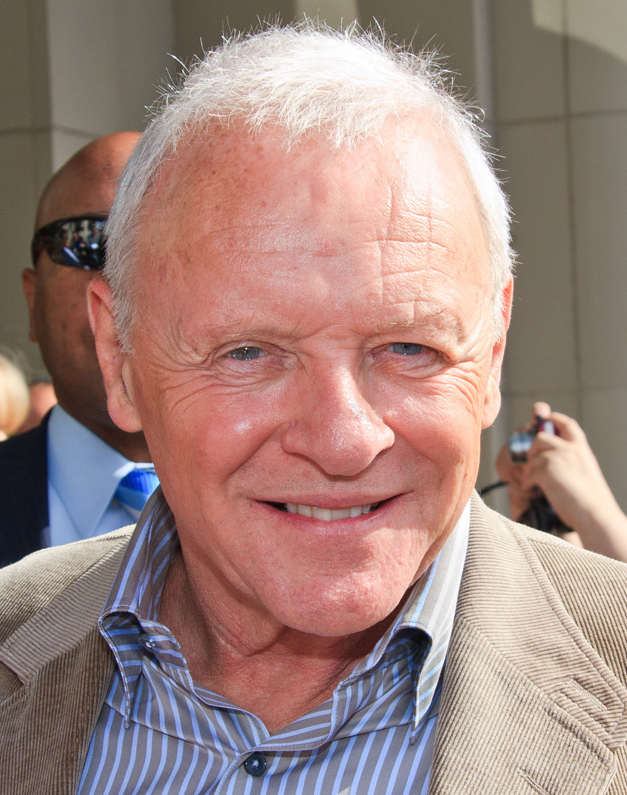
Anthony Hopkins como el Padre Lucas.

### Respuesta crítica
Según la página de Internet Rotten Tomatoes obtuvo un 17% de comentarios positivos, llegando a la siguiente conclusión: "Anthony Hopkins está tan excelente como siempre, pero no es rival suficiente para un ritmo lento y la falta total de escalofríos o la tentativa de interpretación de Colin O'Donoghue en el papel principal". Roger Ebert escribió para Chicago Sun Times que "me ha gustado The Rite porque además de que cumple con lo que creo debe ser el terror, tiene atmosféra, su ambientación es inquietante, evocadora y los actores la enriquecen". Entertainment Weekly publicó "The Rite comete el supremo pecado de hacer que el diablo sea aburrido". Según la página de Internet Metacritic obtuvo críticas negativas, con un 38%, basado en 32 comentarios de los cuales 7 son positivos.

### Taquilla
Debutó en el número 1 de la taquilla estadounidense con 14 millones de dólares en 2.985 cines, con una media por sala de 4.955 dólares, por delante de No Strings Attached. Recaudó en Estados Unidos 33 millones. Sumando las recaudaciones internacionales la cifra asciende a 96 millones. El presupuesto estimado invertido en la producción fue de aproximadamente 37 millones.